# Mauritzalm
Die Mauritzalm ist eine Alm im Rofan auf 1870 m ü. A. Sie liegt auf einem kleinen Plateau unterhalb des Gschöllkopfes, etwas oberhalb der Erfurter Hütte.
Durch die Rofanseilbahn ist sie leicht von Maurach am Achensee aus erreichbar und Ausgangspunkt für zahlreiche Bergtouren in den Rofan.